# 原田耕挙
原田 耕挙（はらだ こうきょ、生没年不詳）とは、明治時代の浮世絵師、日本画家。

## 来歴
尾形月耕の門人。耕挙と号す。月耕の桶町時代（明治20年～明治37年）の頃の門人で、作画期は明治27年（1894年）から明治37年（1904年）にかけての頃である。主に「敵旗艦自触水雷沈没麻可露夫提督以下乗員八百葬魚腹」といった日露戦争関係の錦絵などを描く。明治27年に開催された日本青年絵画協会第3回絵画共進会に出品した「将軍遊浜殿図」、翌明治28年（1895年）の同会出品の「義士復讐図」が三等褒状を受けた。ほかに代表作として、版元松木平吉から版行された「英照皇太后御大葬之図」がある。

## 作品
- 「英照皇太后御大葬之図」　大判錦絵3枚続　明治30年　悳俊彦コレクション
- 「御大喪彙報」　大判錦絵3枚続　明治30年
- 「敵旗艦自触水雷沈没麻可露夫提督以下乗員八百葬魚腹」　大錦3枚続　明治37年